# Alex Gough (squash)
Pour les articles homonymes, voir Gough.
Alex Gough, né le 8 décembre 1970 à Newport (pays de Galles), est un joueur professionnel de squash représentant le pays de Galles. Il atteint le cinquième rang mondial en juillet 1998, son meilleur classement. Avec l'équipe du Pays de Galles, il est finaliste des championnats du monde par équipes en 1999.
Après sa retraite sportive, il devient le directeur général de l'Association professionnelle de squash (PSA),. 

## Palmarès

### Titres
- Grasshopper Cup : 1997
- Championnats du pays de Galles : 4 titres (2002, 2005, 2006, 2008)

### Finales
- Open de Suède : 2007
- Motor City Open : 2000
- Championnats du monde par équipes : 1999
- Championnats d'Europe par équipes : 1997